# 資生堂美容技術専門学校
資生堂美容技術専門学校（しせいどうびようぎじゅつせんもんがっこう、英: SHISEIDO BEAUTY ACADEMY）は、学校法人資生堂学園が運営する東京都板橋区にある美容師養成施設。資生堂が全面支援を行っている。

## 沿革
- 1872年（明治5年） - 日本で最初の洋風調剤薬局として福原有信が銀座に資生堂創業。
- 1959年（昭和34年）4月 - 資生堂美容学校設立。東京都新宿区若松町の木造校舎にて開校。一期生は女子54名。「高度の美容科学を取り入れた資生堂式美容法によって最も進歩した美容術を教え、女性としての人格の涵養と教養を体得させる」を教育方針とした[3]。
- 1964年（昭和39年） - 板橋区加賀に新校舎と学生寮完成、移転。この頃から学生数が急速に増え、アジアからの留学生や男子学生も在籍するようになる。
- 1979年（昭和54年） - 第1回ヨーロッパ研修旅行。以後年中行事となる。
- 1998年（平成10年） - 学校法人 資生堂学園設立。美容学校2年制開始。
- 1999年（平成11年） - 各種学校から改組し専修学校認可。資生堂美容技術専門学校に校名変更。
- 2006年（平成18年） - 資生堂学園キャンパスがグッドデザイン賞受賞。
- 2010年（平成22年） - ビューティーコンサルタント科開設。エステティック棟落成。
- 2014年（平成26年） - ベスト・ワールド・アカデミー受賞。
- 2009年（平成21年） - 創立50周年。
- 2019年（平成31年） - 創立60周年。

## 学科
- 美容師科
  - ヘアスタイリストコース
  - ビューティースペシャリストコース
- ビューティーコンサルタント科（美容部員、エステティシャン、ネイリスト）
- 美容師通信科

## 資生堂学園校友会「椿庵」
SNC（資生堂学園ネットワーク・コミュニケーションズ）を経て、2017年に校友会「椿庵」設立。生涯教育と、卒業生サポートを行っている。

## 主な出身者
- マサ大竹（大竹政義）
- 山本浩未
- 菅原美優[4]

## 文献
- 『創造性と自己実現　美しく年を重ねるために』資生堂企業文化部編、求龍堂、1994年
- 『美を伝える人たち　資生堂ビューティーコンサルタント史』資生堂企業文化部編、求龍堂、2001年